# Lapseki
Lapseki est une ville et un district de la province de Çanakkale dans la région de Marmara en Turquie.